# Leon Osman
Leon Osman (* 17. Mai 1981 in Billinge) ist ein ehemaliger englischer Fußballspieler.

## Karriere
Der Mittelfeldspieler begann seine Fußballerkarriere in der Jugend vom FC Everton. 1998 gewann er mit dem Jugendteam des FC Everton den FA Youth Cup. Osman verletzte sich schwer am Knie und fiel für die gesamte nächste Saison aus. Im Oktober 2002 wurde er zu Carlisle United verliehen und gewann dort die Spieler des Monats Trophäe. Er kehrte im Januar 2003 zu Everton zurück und steuerte zum 4:1-Sieg des Reserveteams über Manchester Uniteds Reserveteam einen Hattrick bei. 2004 wurde er erneut verliehen, da er sich nicht in die erste Mannschaft spielen konnte, diesmal zu Derby County. Nach seiner Rückkehr debütierte Osman mit 23 Jahren für Everton gegen Wolverhampton Wanderers und traf bereits nach drei Minuten. Beim 4:1-Sieg über den FC Fulham am 14. Dezember 2013 erzielte Leon Osman sein 40. Premier-League-Treffer im 300. Ligaspiel.
Everton Manager David Moyes brachte Osman nach dessen eindrucksvollem Saisonbeginn 2006/07 für die englische Fußballnationalmannschaft ins Gespräch.
Osmans Vater stammt aus Nordzypern.